# Carl Axel Setterberg

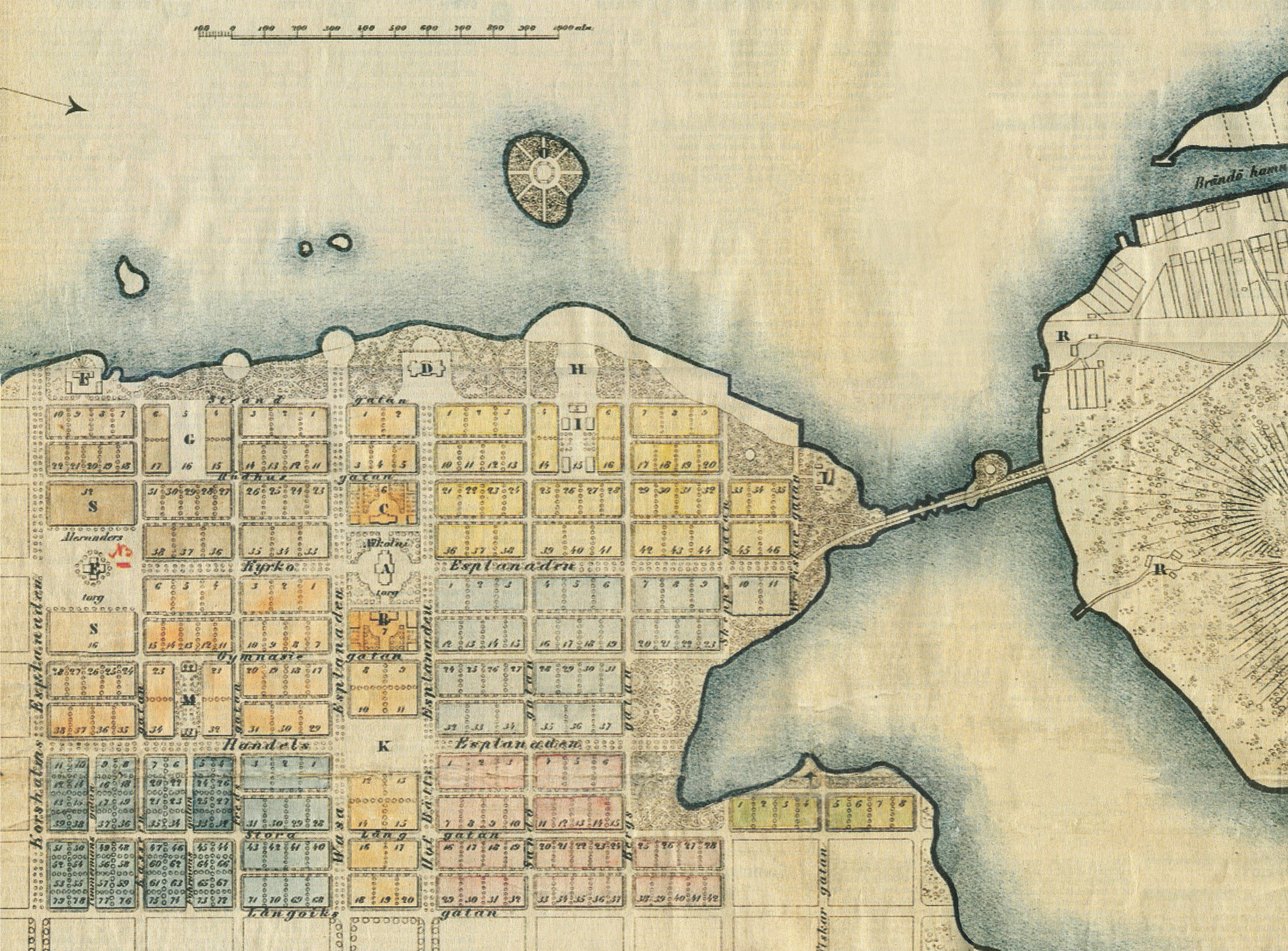
Le plan de Vaasa tracé par Carl Axel Setterberg.

Carl Axel Setterberg (né le 14 août 1812 à Bogsta Norrby, Suède - mort le 7 janvier 1871 à Vaasa) est un architecte suédois et finlandais qui est connu comme étant le créateur du nouveau Vaasa.

## Biographie
De 1834 à 1841, Carl Axel Setterberg étudie l'architecture à l'académie royale des arts de Suède. 
Son diplôme obtenu il est nommé responsable des bâtiments du Comté de Gävleborg où il travaille 10 ans.
Il entend parler de l'incendie de Vaasa et s'intéresse aux opportunités de reconstruction de la ville.
Il postule le poste d'architecte du comté de Vaasa et en 1853 il est nommé temporairement architecte du comté de Vaasa.
Son poste est confirmé en 1855, quand Carl Axel Setterberg  devient citoyen du Grand-duché de Finlande. 
En 1854, il est aussi nommé architecte municipal de Vaasa.
À la suite de l'incendie de Vaasa, la ville est transférée à 7 kilomètres de son ancien emplacement, dans la péninsule de Klemetsö au bord de la mer.
En qualité d'architecte municipal de Vaasa, Carl Axel Setterberg a pour mission de concevoir le nouveau plan de la ville de Vaasa .
Son plan de ville pour Vaasa a également été utilisé à Umeå après l'incendie de la ville en 1888.
Dans son plan d'urbanisme, Carl Axel Setterberg s'inspire du style Empire et du plan de Turku tracé par Carl Ludvig Engel, avec un réseau de rues symétriques, des esplanades et des coupe-feux. 
Les bâtiments publics de Setterberg sont construits dans le style néo-gothique.

## Galerie

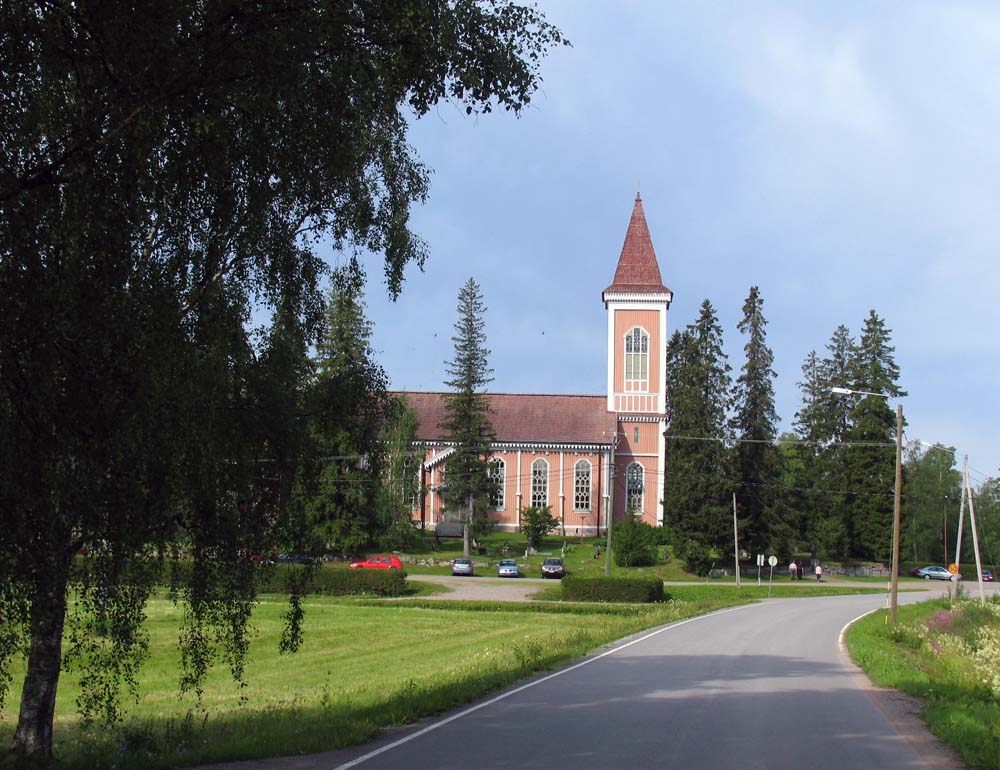
Église de Toholampi
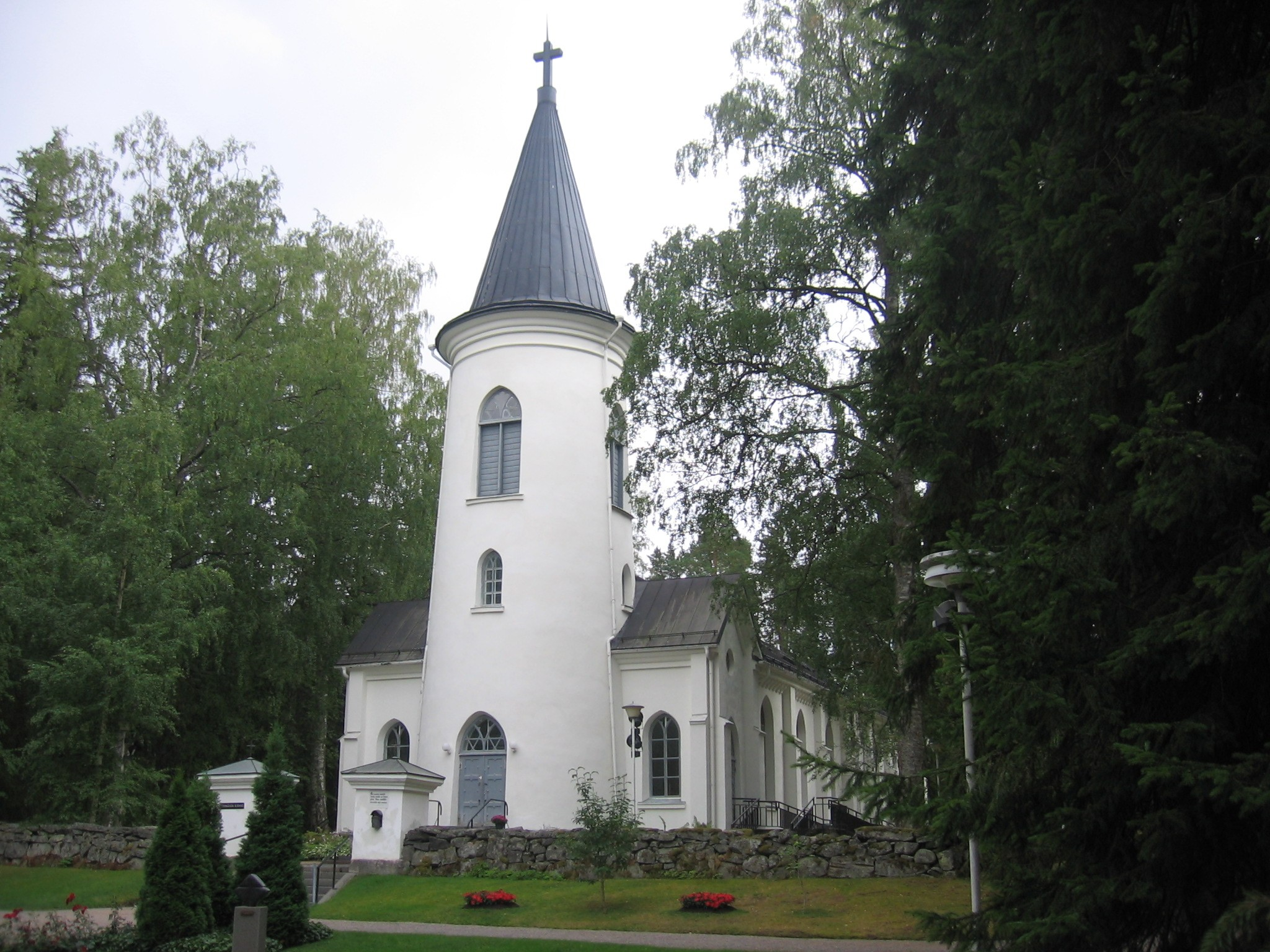
Église de Törnävä
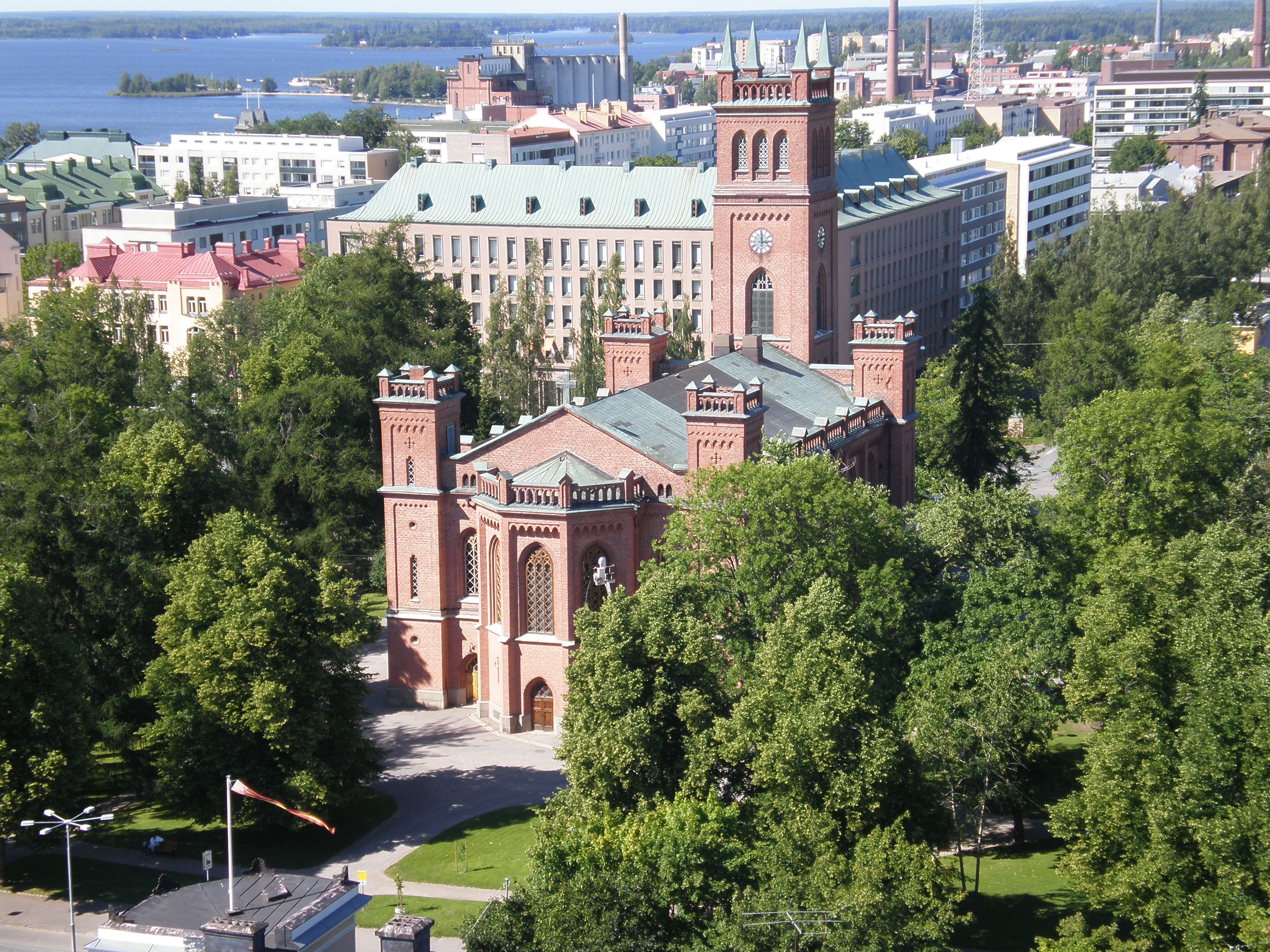
Église de la Sainte-Trinité de Vaasa
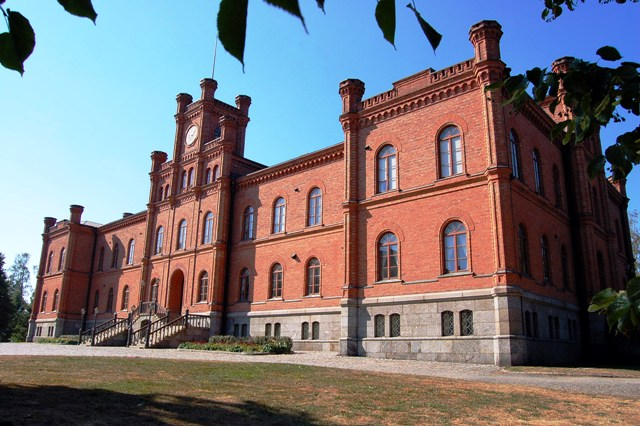
Cour d'appel de Vaasa

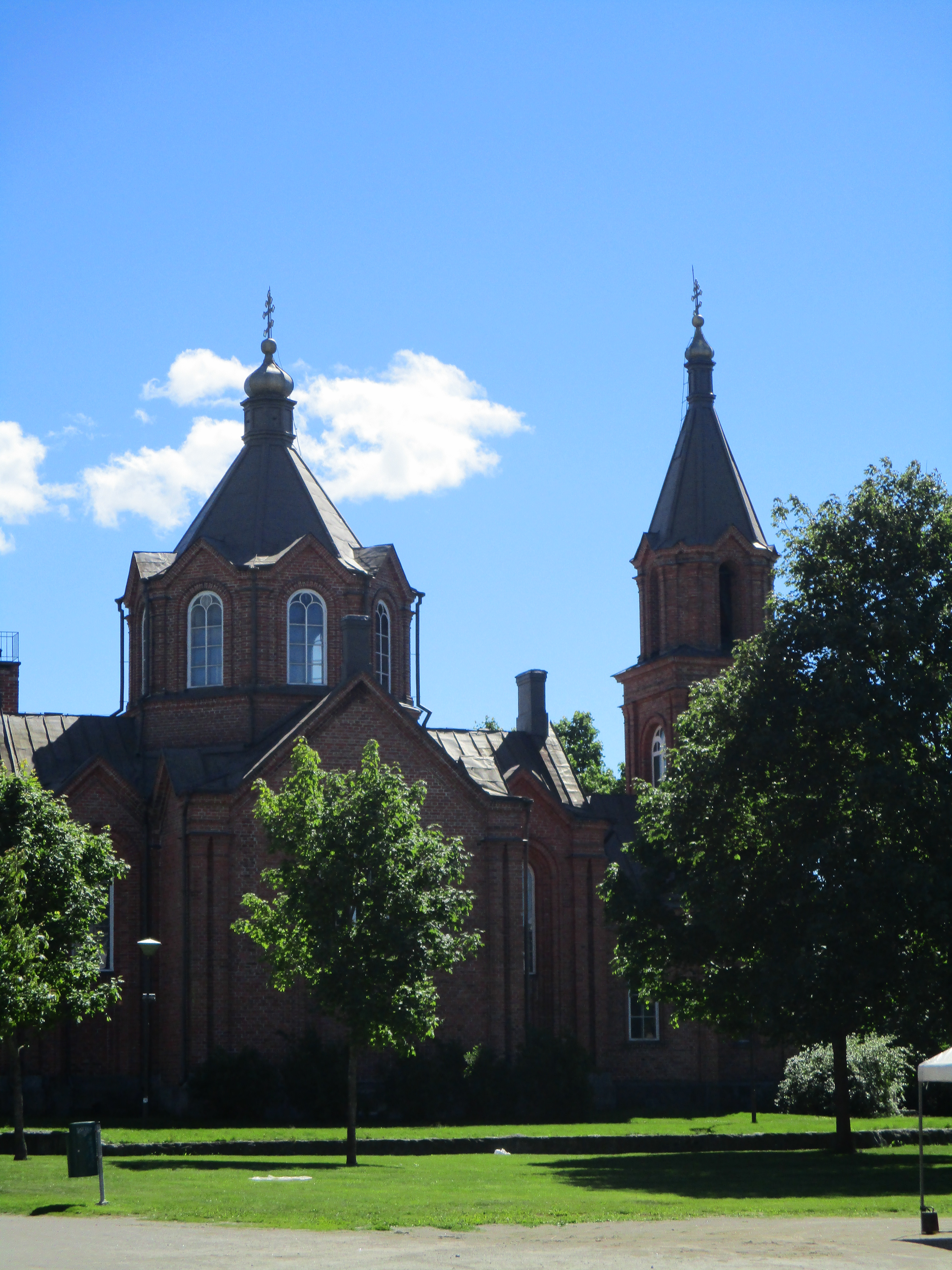
Église Saint-Nicolas à Vaasa.
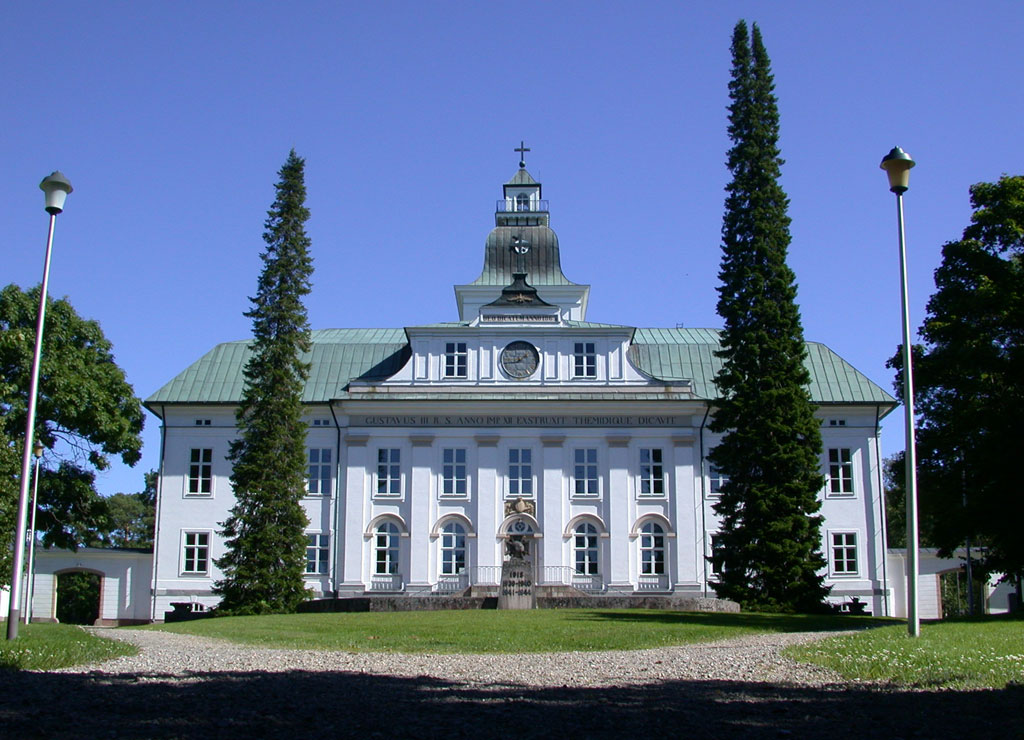
Église de Mustasaari
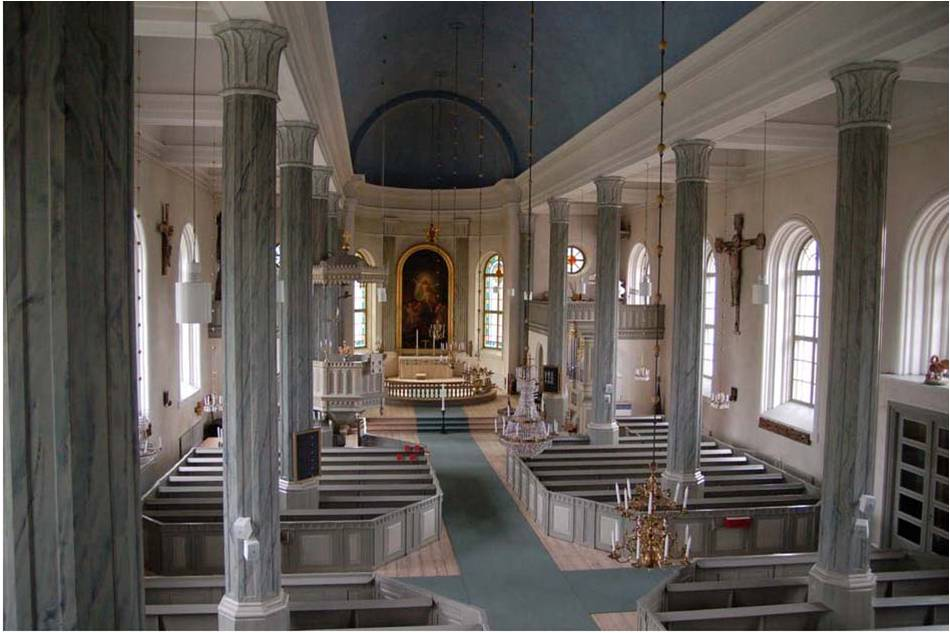
Église de Hamrånge
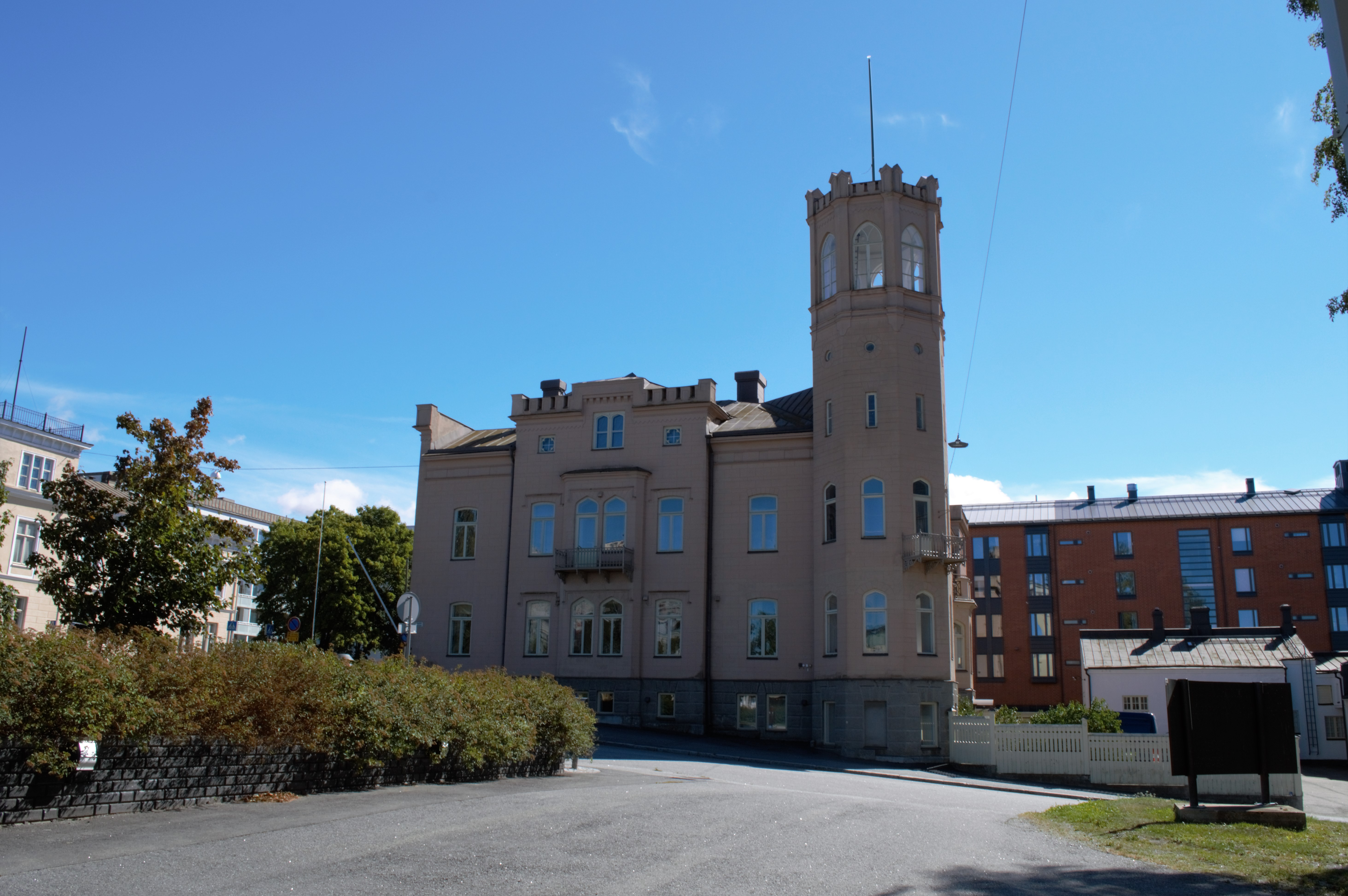
Maison du Gouverneur de la province de Vaasa.